# Astragalus efoliolatus
Astragalus efoliolatus är en ärtväxtart som beskrevs av Hand.-mazz. Astragalus efoliolatus ingår i släktet vedlar, och familjen ärtväxter. Inga underarter finns listade i Catalogue of Life.